# Formazioni di Superliga brasiliana di pallavolo femminile 2009-2010
Formazioni delle squadre di pallavolo partecipanti alla stagione 2009-2010 della Superliga brasiliana.

## Brusque
| N° | Nome                | Ruolo | Data di nascita   | Nazionalità sportiva |
| -- | ------------------- | ----- | ----------------- | -------------------- |
| -  | Ruben Facchini      | All   | -                 | Brasile              |
| 1  | Bruna da Silva      | O     | 3 luglio 1989     | Brasile              |
| 2  | Flavia Kuchenbecker | P     | 20 ottobre 1990   | Brasile              |
| 3  | Suelle Oliveira     | S     | 29 aprile 1987    | Brasile              |
| 4  | Verônica de Brito   | S     | 3 febbraio 1986   | Brasile              |
| 5  | Gabriela Pereira    | C     | 28 agosto 1990    | Brasile              |
| 8  | Claudia Souza       | P     | 2 aprile 1982     | Brasile              |
| 9  | Edna Schindwein     | C     | 19 settembre 1983 | Brasile              |
| 10 | Ilisandra Klein     | S     | 30 marzo 1986     | Brasile              |
| 11 | Juliana Amaral      | S     | 5 febbraio 1986   | Brasile              |
| 12 | Nicole Silva        | O     | 13 settembre 1988 | Brasile              |
| 13 | Karine Guerra       | P     | 25 febbraio 1979  | Brasile              |
| 15 | Elaine Pereira      | L     | 24 gennaio 1988   | Brasile              |
| 16 | Flavia Dias         | C     | 19 giugno 1976    | Brasile              |
| 17 | Luciana Maoura      | P     | 22 giugno 1984    | Brasile              |
| 18 | Ana Paula Larroza   | L     | 11 marzo 1980     | Brasile              |

## São Bernardo
| N° | Nome             | Ruolo | Data di nascita   | Nazionalità sportiva |
| -- | ---------------- | ----- | ----------------- | -------------------- |
| -  | José Devesa      | All   | -                 | Brasile              |
| 1  | Aline Silva      | C     | 24 gennaio 1986   | Brasile              |
| 2  | Mácris Carneiro  | P     | 3 marzo 1989      | Brasile              |
| 4  | Fernanda Tomé    | S     | 12 ottobre 1989   | Brasile              |
| 5  | Talita Ferreira  | S     | 4 marzo 1985      | Brasile              |
| 7  | Priscila Jesus   | S     | 29 ottobre 1987   | Brasile              |
| 8  | Maria Capeloci   | C     | 29 luglio 1985    | Brasile              |
| 9  | Ana Paula Gomes  | S     | 2 luglio 1975     | Brasile              |
| 10 | Juliana Sena     | L     | 5 dicembre 1987   | Brasile              |
| 11 | Raquel Santos    | O     | 25 marzo 1985     | Brasile              |
| 12 | Maria Mangabeira | S     | 28 settembre 1973 | Brasile              |
| 13 | Simone Rivera    | C     | 31 gennaio 1973   | Brasile              |
| 14 | Katia Monteiro   | P     | 13 luglio 1973    | Brasile              |
| 16 | Marcia Barbosa   | S     | 21 maggio 1980    | Brasile              |
| 17 | Thais Julio      | O     | 10 luglio 1984    | Brasile              |

## Macaé
| N° | Nome               | Ruolo | Data di nascita   | Nazionalità sportiva |
| -- | ------------------ | ----- | ----------------- | -------------------- |
| -  | Alexandre Ferrante | All   | -                 | Brasile              |
| 1  | Thays Oliveira     | O     | 16 ottobre 1991   | Brasile              |
| 2  | Sthéfanie Paulino  | O     | 4 marzo 1993      | Brasile              |
| 3  | Francyne Jacinto   | C     | 16 luglio 1992    | Brasile              |
| 4  | Natiele Gonçalves  | S     | 28 novembre 1991  | Brasile              |
| 5  | Gabriela Souza     | S     | 14 dicembre 1993  | Brasile              |
| 6  | Marjorie Correa    | P     | 12 settembre 1992 | Brasile              |
| 7  | Sabrina Floriano   | S     | 23 luglio 1991    | Brasile              |
| 9  | Thais Ferreira     | S     | 2 maggio 1991     | Brasile              |
| 10 | Samara de Almeida  | S     | 16 luglio 1992    | Brasile              |
| 11 | Michelle Codato    | P     | 4 novembre 1990   | Brasile              |
| 12 | Luciane Escouto    | C     | 21 giugno 1987    | Brasile              |
| 14 | Rosane Maggioni    | P     | 4 gennaio 1992    | Brasile              |
| 15 | Luisa Lima         | P     | 5 marzo 1981      | Brasile              |
| 17 | Carla Barreto      | L     | 8 novembre 1988   | Brasile              |
| 18 | Priscila Almeida   | L     | 2 settembre 1992  | Brasile              |

## Pinheiros
| N° | Nome                 | Ruolo | Data di nascita   | Nazionalità sportiva |
| -- | -------------------- | ----- | ----------------- | -------------------- |
| -  | Paulo Barros Junior  | All   |                   | Brasile              |
| 1  | Thais Sousa          | P     | 17 aprile 1988    | Brasile              |
| 2  | Lígia Reis           | C     | 17 gennaio 1979   | Brasile              |
| 3  | Veridiana da Fonseca | L     | 30 dicembre 1982  | Brasile              |
| 4  | Carla Souza          | C     | 15 settembre 1990 | Brasile              |
| 5  | Heloiza Pereira      | C     | 11 febbraio 1990  | Brasile              |
| 6  | Leticia Raymundi     | C     | 17 ottobre 1990   | Brasile              |
| 8  | Michele Montico      | L     | 27 aprile 1990    | Brasile              |
| 9  | Roberta Ratze        | P     | 28 aprile 1990    | Brasile              |
| 10 | Juliana de Castro    | O     | 30 giugno 1985    | Brasile              |
| 13 | Barbara Bruch        | C     | 28 maggio 1987    | Brasile              |
| 14 | Josefa de Souza      | P     | 2 marzo 1983      | Brasile              |
| 15 | Marina Daloca        | C     | 9 agosto 1979     | Brasile              |
| 16 | Augusta Barboza      | S     | 16 luglio 1981    | Brasile              |
| 17 | Juliana Costa        | S     | 5 settembre 1982  | Brasile              |

## GRER
| N° | Nome                   | Ruolo | Data di nascita   | Nazionalità sportiva |
| -- | ---------------------- | ----- | ----------------- | -------------------- |
| -  | William Carvalho       | All   | -                 | Brasile              |
| 1  | Jacqueline Souza       | P     | 22 giugno 1986    | Brasile              |
| 2  | Gisele Santos          | P     | 17 maggio 1986    | Brasile              |
| 3  | Fernanda Gritzbach     | C     | 1º ottobre 1984   | Brasile              |
| 4  | Alessandra Santos      | S     | 13 aprile 1988    | Brasile              |
| 5  | Martina Roese          | O     | 18 maggio 1988    | Brasile              |
| 6  | Ana Cristina Porto     | P     | 10 gennaio 1982   | Brasile              |
| 7  | Jordane Tolentino      | P     | 23 dicembre 1985  | Brasile              |
| 8  | Arianne Tolentino      | S     | 13 novembre 1989  | Brasile              |
| 9  | Juliana Saracuza       | S     | 1º settembre 1983 | Brasile              |
| 10 | Maria de Lourdes Silva | C     | 5 aprile 1989     | Brasile              |
| 11 | Clarisse Peixoto       | S     | 3 gennaio 1987    | Brasile              |
| 12 | Daniela Oliveti        | C     | 4 ottobre 1987    | Brasile              |
| 13 | Viviane Dias           | S     | 9 novembre 1980   | Brasile              |
| 15 | Daniela Vieira         | C     | 7 febbraio 1980   | Brasile              |
| 17 | Stephany Silva         | L     | 11 giugno 1985    | Brasile              |

## Mackenzie
| N° | Nome                  | Ruolo | Data di nascita   | Nazionalità sportiva |
| -- | --------------------- | ----- | ----------------- | -------------------- |
| -  | André Rabelo          | All   |                   | Brasile              |
| 1  | Andressa Picussa      | C     | 22 luglio 1989    | Brasile              |
| 2  | Fernanda Faria        | L     | 13 agosto 1991    | Brasile              |
| 3  | Thayna Moraes         | P     | 15 febbraio 1993  | Brasile              |
| 4  | Ana Carolina da Silva | C     | 8 aprile 1991     | Brasile              |
| 5  | Nathália Daneliczin   | P     | 26 agosto 1991    | Brasile              |
| 6  | Aline Siqueira        | O     | 1º settembre 1987 | Brasile              |
| 7  | Maiara Moreira        | S     | 11 gennaio 1990   | Brasile              |
| 8  | Gabriela Guimarães    | S     | 19 maggio 1994    | Brasile              |
| 9  | Juliana Nogueira      | O     | 4 agosto 1988     | Brasile              |
| 11 | Priscila Heldes       | P     | 23 marzo 1992     | Brasile              |
| 12 | Ellen Amaral          | S     | 15 settembre 1990 | Brasile              |
| 13 | Patrícia Mozel        | L     | 14 marzo 1989     | Brasile              |
| 15 | Glauciele Silva       | S     | 1º settembre 1991 | Brasile              |
| 16 | Amanda Martins        | S     | 16 marzo 1991     | Brasile              |
| 17 | Tamaris Oliveira      | S     | 25 luglio 1987    | Brasile              |
| 18 | Emília Oliveira       | C     | 7 agosto 1992     | Brasile              |

## Minas
| N° | Nome              | Ruolo | Data di nascita   | Nazionalità sportiva |
| -- | ----------------- | ----- | ----------------- | -------------------- |
| -  | Jarbas Ferreira   | All   |                   | Brasile              |
| 1  | Ivna Marra        | S     | 25 gennaio 1990   | Brasile              |
| 2  | Tássia Silva      | L     | 6 marzo 1988      | Brasile              |
| 3  | Fernanda Cordeiro | S     | 10 settembre 1983 | Brasile              |
| 4  | Carla Santos      | S     | 17 gennaio 1992   | Brasile              |
| 5  | Sophia Costa      | L     | 10 gennaio 1990   | Brasile              |
| 6  | Marcella Macedo   | P     | 19 maggio 1993    | Brasile              |
| 7  | Rupia Furtado     | C     | 4 dicembre 1990   | Brasile              |
| 8  | Daniele Fangundes | P     | 10 giugno 1979    | Brasile              |
| 9  | Silvana Papini    | S     | 10 gennaio 1988   | Brasile              |
| 10 | Priscila Daroit   | O     | 8 ottobre 1988    | Brasile              |
| 11 | Camila Torquete   | P     | 7 luglio 1986     | Brasile              |
| 12 | Nancy Meendering  | O     | 11 dicembre 1978  | Stati Uniti          |
| 14 | Renata Maggioni   | S     | 21 aprile 1988    | Brasile              |
| 15 | Natasha Farinea   | S     | 2 agosto 1986     | Brasile              |
| 16 | Ingrid Felix      | O     | 16 novembre 1988  | Brasile              |
| 17 | Annerys Vargas    | C     | 8 luglio 1981     | Rep. Dominicana      |

## Osasco
| N° | Nome                  | Ruolo | Data di nascita  | Nazionalità sportiva |
| -- | --------------------- | ----- | ---------------- | -------------------- |
| -  | Luizomar de Moura     | All   | -                | Brasile              |
| 2  | Carolina Albuquerque  | P     | 25 luglio 1977   | Brasile              |
| 5  | Adenízia da Silva     | C     | 18 dicembre 1986 | Brasile              |
| 6  | Thaísa de Menezes     | C     | 15 maggio 1987   | Brasile              |
| 7  | Thaís Barbosa         | S     | 2 marzo 1980     | Brasile              |
| 8  | Jaqueline de Carvalho | S     | 31 dicembre 1983 | Brasile              |
| 9  | Juliana Gomes         | S     | 5 marzo 1986     | Brasile              |
| 10 | Wélissa Gonzaga       | S     | 9 settembre 1982 | Brasile              |
| 11 | Andréia Sforzin       | C     | 26 aprile 1983   | Brasile              |
| 12 | Natália Pereira       | O     | 4 aprile 1989    | Brasile              |
| 14 | Ednéia de Souza       | L     | 9 dicembre 1980  | Brasile              |
| 15 | Ana Takagui           | P     | 26 ottobre 1987  | Brasile              |
| 18 | Camila Brait          | L     | 28 ottobre 1988  | Brasile              |
| 21 | Isadora Rodrigues     | O     | 25 febbraio 1990 | Brasile              |

## Praia Clube
| N° | Nome                | Ruolo | Data di nascita   | Nazionalità sportiva |
| -- | ------------------- | ----- | ----------------- | -------------------- |
| -  | Spencer Van Dijk    | All   |                   | Brasile              |
| 1  | Elis Bento          | S     | 5 aprile 1988     | Brasile              |
| 2  | Rafaella Ponte      | S     | 19 ottobre 1990   | Brasile              |
| 3  | Danielle Moreira    | O     | 9 settembre 1989  | Brasile              |
| 4  | Cláudia da Silva    | P     | 21 settembre 1987 | Brasile              |
| 5  | Camila Lelis        | L     | 16 ottobre 1989   | Brasile              |
| 6  | Priscila Silva      | S     | 5 giugno 1991     | Brasile              |
| 7  | Mayara Peixoto      | O     | 22 gennaio 1989   | Brasile              |
| 8  | Ananda Marinho      | P     | 5 febbraio 1989   | Brasile              |
| 9  | Angelica Malinverno | C     | 7 maggio 1989     | Brasile              |
| 10 | Sara Caixeta        | S     | 18 febbraio 1983  | Brasile              |
| 11 | Ana Beatriz Corrêa  | C     | 7 febbraio 1992   | Brasile              |
| 12 | Camila Monteiro     | O     | 17 gennaio 1988   | Brasile              |
| 13 | Jéssica Aparecida   | S     | 23 marzo 1987     | Brasile              |
| 14 | Giovanna das Chagas | C     | 26 luglio 1980    | Brasile              |
| 15 | Viviane Cruz        | C     | 23 gennaio 1978   | Brasile              |
| 17 | Arlene Xavier       | L     | 20 dicembre 1969  | Brasile              |
| 18 | Isabella Muniz      | P     | 10 febbraio 1992  | Brasile              |

## Rio de Janeiro
| N° | Nome                | Ruolo | Data di nascita  | Nazionalità sportiva |
| -- | ------------------- | ----- | ---------------- | -------------------- |
| -  | Bernardo de Rezende | All   | 25 agosto 1959   | Brasile              |
| 1  | Fabiana Claudino    | C     | 24 gennaio 1985  | Brasile              |
| 2  | Mara Leão           | C     | 26 luglio 1991   | Brasile              |
| 3  | Érika Coimbra       | S     | 23 marzo 1980    | Brasile              |
| 4  | Danielle Lins       | P     | 1º maggio 1985   | Brasile              |
| 5  | Regiane Bidias      | S     | 10 febbraio 1986 | Brasile              |
| 8  | Daniele Oliveira    | C     | 11 aprile 1986   | Brasile              |
| 9  | Michelle Pavão      | S     | 31 ottobre 1986  | Brasile              |
| 10 | Luiza Rocha         | L     | 14 gennaio 1988  | Brasile              |
| 11 | Joyce da Silva      | O     | 13 giugno 1984   | Brasile              |
| 12 | Caroline Gattaz     | C     | 27 luglio 1981   | Brasile              |
| 13 | Amanda Francisco    | S     | 16 agosto 1988   | Brasile              |
| 14 | Fabiana de Oliveira | L     | 3 luglio 1980    | Brasile              |
| 15 | Monique Pavão       | O     | 31 ottobre 1986  | Brasile              |
| 17 | Camilla Adão        | P     | 20 giugno 1984   | Brasile              |

## Santa Caterina
| N° | Nome               | Ruolo | Data di nascita   | Nazionalità sportiva |
| -- | ------------------ | ----- | ----------------- | -------------------- |
| -  | Carlos Oliveira    | All   |                   | Brasile              |
| 1  | Eduarda Kraisch    | P     | 7 maggio 1993     | Brasile              |
| 2  | Bruna Boratin      | P     | 27 agosto 1988    | Brasile              |
| 3  | Thatiana Crispim   | C     | 29 settembre 1980 | Brasile              |
| 4  | Jessica Rockenbach | P     | 23 giugno 1988    | Brasile              |
| 5  | Danúbia Wessler    | S     | 29 settembre 1978 | Brasile              |
| 6  | Michele Botzan     | S     | 20 novembre 1986  | Brasile              |
| 7  | Patrícia Bianchi   | O     | 13 luglio 1989    | Brasile              |
| 8  | Luciana Bezerra    | P     | 21 maggio 1986    | Brasile              |
| 9  | Léia Lima          | L     | 3 luglio 1976     | Brasile              |
| 10 | Michelle Daldegan  | L     | 5 gennaio 1983    | Brasile              |
| 11 | Fernanda Zendron   | O     | 5 marzo 1987      | Brasile              |
| 12 | Letícia Guimarães  | P     | 25 settembre 1987 | Brasile              |
| 13 | Edna Bugmann       | C     | 19 dicembre 1989  | Brasile              |
| 14 | Carolina Schmidtt  | O     | 23 marzo 1988     | Brasile              |
| 15 | Daniele Kovacs     | C     | 11 luglio 1985    | Brasile              |
| 16 | Vanessa Janke      | S     | 8 marzo 1991      | Brasile              |
| 17 | Bárbara Duarte     | C     | 5 settembre 1990  | Brasile              |

## São Caetano
| N° | Nome                  | Ruolo | Data di nascita  | Nazionalità sportiva |
| -- | --------------------- | ----- | ---------------- | -------------------- |
| -  | Mauro Grasso          | All   |                  | Brasile              |
| 1  | Lara Filomeno         | C     | 2 novembre 1982  | Brasile              |
| 2  | Juliana Carrijo       | P     | 25 febbraio 1992 | Brasile              |
| 3  | Marianne Steinbrecher | S     | 23 agosto 1983   | Brasile              |
| 4  | Mariana Costa         | S     | 30 luglio 1986   | Brasile              |
| 5  | Isabela Paquiardi     | S     | 4 marzo 1992     | Brasile              |
| 6  | Juciely Barreto       | C     | 18 dicembre 1980 | Brasile              |
| 7  | Hélia de Souza        | P     | 10 marzo 1970    | Brasile              |
| 8  | Suelen Pinto          | L     | 10 aprile 1987   | Brasile              |
| 9  | Ana Maria Gosling     | P     | 24 gennaio 1985  | Brasile              |
| 10 | Dayse Figueredo       | S     | 27 giugno 1984   | Brasile              |
| 11 | Luciana Paias         | L     | 14 agosto 1989   | Brasile              |
| 13 | Sheilla de Castro     | O     | 7 gennaio 1983   | Brasile              |
| 14 | Natália Martins       | S     | 12 novembre 1984 | Brasile              |
| 15 | Leticia Pontes        | L     | 11 ottobre 1990  | Brasile              |
| 16 | Letícia Hage          | C     | 9 settembre 1990 | Brasile              |
| 17 | Cecília Souza         | O     | 2 gennaio 1982   | Brasile              |
| 18 | Regla Bell            | S     | 7 giugno 1970    | Cuba                 |

## Sport Recife
| N° | Nome                | Ruolo | Data di nascita   | Nazionalità sportiva |
| -- | ------------------- | ----- | ----------------- | -------------------- |
| -  | Adalberto Fragoso   | All   |                   | Brasile              |
| 1  | Nikolle Correa      | S     | 13 febbraio 1985  | Brasile              |
| 2  | Paula Barros        | C     | 20 marzo 1982     | Brasile              |
| 3  | Paula Brandão       | C     | 14 dicembre 1983  | Brasile              |
| 4  | Sonyelle Lima       | C     | 4 giugno 1988     | Brasile              |
| 5  | Flávia Assis        | C     | 9 luglio 1979     | Brasile              |
| 6  | Ivnna Sampaio       | P     | 25 maggio 1981    | Brasile              |
| 7  | Letícia Guimarães   | S     | 8 dicembre 1987   | Brasile              |
| 8  | Akter Lima          | P     | 26 marzo 1984     | Brasile              |
| 9  | Fernanda Berti      | O     | 29 giugno 1985    | Brasile              |
| 10 | Juliana Araújo      | S     | 3 luglio 1982     | Brasile              |
| 11 | Milca Silva         | S     | 3 maggio 1988     | Brasile              |
| 12 | Andreia Silva       | L     | 21 settembre 1986 | Brasile              |
| 13 | Josefa Pimentel     | S     | 2 settembre 1991  | Brasile              |
| 14 | Fabiana Berto       | P     | 23 gennaio 1976   | Brasile              |
| 17 | Marcela Felinto     | L     | 8 luglio 1985     | Brasile              |
| 19 | Larissa Vasconcelos | P     | 30 settembre 1985 | Brasile              |